# Nemoura sabina
Nemoura sabina är en bäcksländeart som beskrevs av Fochetti och Vinçon 2009. Nemoura sabina ingår i släktet Nemoura och familjen kryssbäcksländor. Inga underarter finns listade i Catalogue of Life.